# مریم (فیلم ۲۰۲۴)
مریم فیلمی حماسی و وابسته به کتاب مقدس محصول سال ۲۰۲۴ به کارگردانی دی جی کاروسو و بر اساس فیلمنامه‌ای از تیموتی مایکل هیز است. داستان فیلم دربارهٔ مریم مادر عیسی، با بازی نوآ کوهن، از دوران کودکی او در ناصره تا تولد عیسی را دنبال می‌کند. در این فیلم ایدو تاکو، اوری فیفر، هیلا ویدور، دادلی اوشونسی و آنتونی هاپکینز نیز ایفای نقش کرده‌اند. این فیلم در ۶ دسامبر ۲۰۲۴ از طریق نتفلیکس منتشر شد.

## بازیگران

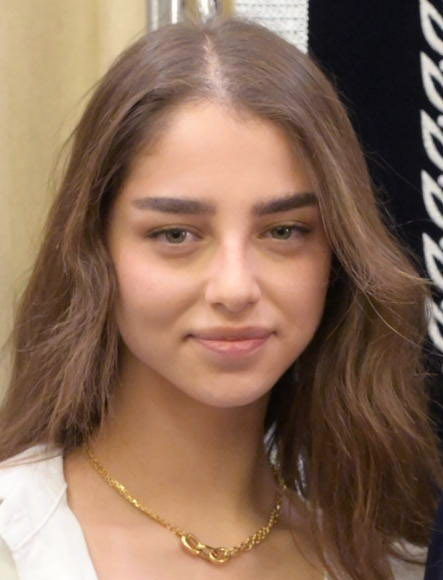
نوآ کوهن در نقش مریم مقدس.

- نوآ کوهن در نقش مریم مقدس، دختری یهودی اهل ناصره و مادر آینده عیسی مسیح.
  - میلا هریس در نقش کودکی مریم
- ایدو تاکو در نقش یوسف نجار، یک نجار جلیلی و همسر مریم
- اوری فیفر در نقش یهویاقیم، پدر مریم.
- هیلا ویدور در نقش حنای قدیس، مادر مریم.
- دادلی اوشونسی در نقش جبرئیل، فرشته‌ای که تولد عیسی را بشارت می‌دهد.
- آنتونی هاپکینز در نقش هِرود، پادشاه رومی یهودیه.
- میلی آفیتال در نقش ماریان یکم، زن هِرود.